# Semanotus russicus
Semanotus russicus es una especie de escarabajo longicornio del género Semanotus, tribu Callidiini, subfamilia Cerambycinae. Fue descrita científicamente por Fabricius en 1776.

## Descripción
Mide 7-18 milímetros de longitud.

## Distribución
Se distribuye por Europa.